# Live (album d'Alice in Chains)
Pour les articles homonymes, voir Liste des albums intitulés Live.
Albums de Alice in Chains
Music Bank
(1999) Greatest Hits
(2001)
Singles
1. Man in a Box (live)
Sortie : décembre 2000

Live est le 2e album live d'Alice in Chains, après l'album Unplugged. Il est paru le 5 décembre 2000 sur le label Columbia Records et a été produit par Peter Fletcher.

## Historique
Cet album fut enregistré en public pendant différentes tournées que le groupe effectua entre 1990 et 1996. Il sortit alors que le groupe ne faisait plus rien, ni albums, ni concerts et se retrouva coincé entre plusieurs compilations. Il passa relativement inaperçu et ne resta classé au Billboard 200 américain que deux semaines pour atteindre une 142e meilleure place.
Queen Of The Rodeo et A Little Bitter ne figurent sur aucun album studio du groupe. les cinq derniers titres de l'album, Them Bones, God Am, Again, A Little Bitter et Dam That River proviennent des deux derniers concerts que le groupe donna avec Layne Staley. 

## Liste des titres
| No  | Titre                               | Auteur                                     | Lieu et date de l'enregistrement            | Durée |
| --- | ----------------------------------- | ------------------------------------------ | ------------------------------------------- | ----- |
| 1.  | Bleed the Freak                     | Jerry Cantrell                             | Moore Theatre, Seattle, USA, 22/12/1990     | 4:33  |
| 2.  | Queen of the Rodeo                  | Layne Staley, Jett Silver                  | The Marquee, Dallas, USA, 05/11/1990        | 4:39  |
| 3.  | Angry Chair                         | Staley                                     | Barrowland, Glasgow, Royaume-Uni 02/03/1993 | 4:22  |
| 4.  | Man in the Box                      | Cantrell, Staley, Sean Kinney / Mike Starr | Barrowland, Glasgow, UK, 02/03/1993         | 4:59  |
| 5.  | Love, Hate, Love                    | Cantrell, Staley                           | Barrowland, Glasgow, UK, 02/03/1993         | 7:47  |
| 6.  | Rooster                             | Cantrell                                   | Barrowland, Glasgow, UK, 02/03/1993         | 6:54  |
| 7.  | Would?                              | Cantrell                                   | Barrowland, Glasgow, UK, 02/03/1993         | 3:51  |
| 8.  | Junkhead                            | Cantrell, Staley                           | Barrowland, Glasgow, Uk, 02/03/1993         | 5:21  |
| 9.  | Dirt (Drunk and disorderly version) | Cantrell, Staley                           | Quattro Club, Nagoya, Japon, 24/10/1993     | 5:24  |
| 10. | Them Bones                          | Cantrell                                   | Kiel Center, St.Louis, USA, 02/07/1996      | 2:39  |
| 11. | God Am                              | Cantrell, Staley, Mike Inez, Kinney        | Kiel Center, St. Louis, USA, 02/07/1996     | 3:59  |
| 12. | Again                               | Cantrell, Staley, Kinney                   | Kiel Center, St. Louis, USA, 02/07/1996     | 4:24  |
| 13. | A Little Bitter                     | Cantrell, Staley, Inez, Kinney             | Kemper Arena, Kansas City, USA, 03/07/1996  | 3:52  |
| 14. | Dam That River                      | Cantrell                                   | Kemper Arena, Kansas City, USA, 03/07/1996  | 3:33  |

## Musiciens
- Jerry Cantrell : guitares, chant, chœurs.
- Layne Staley : chant.
- Sean Kinney : batterie, percussions.
- Mike Inez : guitare basse, chœurs.
- Mike Starr : guitare basse sur Bleed The Freak et Queen Of The Rodeo.

## Charts
Charts album
| Pays       | Durée du classement | Meilleur classement |
| ---------- | ------------------- | ------------------- |
| États-Unis | 2 semaines          | 142e                |

Charts singles
| Date       | Single                | Chart                  | Position |
| ---------- | --------------------- | ---------------------- | -------- |
| 30/12/2000 | Man in the Box (Live) | Mainstream Rock Tracks | 39e      |